# Lewis-Schneefeld
Das Lewis-Schneefeld ist ein niedriges und wellenförmiges Schneefeld im Süden der westantarktischen Alexander-I.-Insel. Es erstreckt sich von den Walton Mountains westwärts zur Beethoven-Halbinsel und vom Bach-Schelfeis nach Norden bis zum Wilkins-Schelfeis.
Das UK Antarctic Place-Names Committee benannte es 1975 nach Ernest Gordon Lewis (1918–2006), Gouverneur der Falklandinseln von 1971 bis 1975.